# Estuarul Amazonului

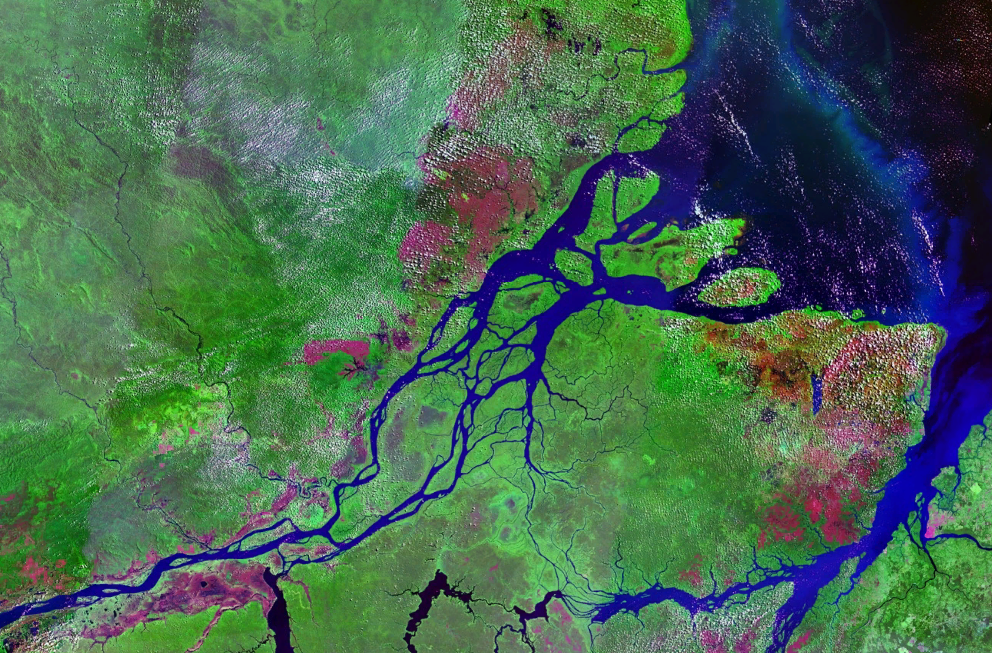
Estuarul Amazonului din satelit

Amazon este considerat fluviul cu cel mai mare debit de pe Terra. Estuarul său este, de asemenea, cel mai mare din lume, măsurând aproximativ 1000 de kilometri în lungime. Datorită mărimii și debitului său, estuarul Amazonului depozitează o cantitate foarte mare de apă dulce în Oceanul Atlantic. 